# Гиндукушская ГЭС
Гиндуку́шская ГЭС (Мургабская ГЭС) — действующая гидроэлектростанция на реке Мургаб в Туркменистане. Самая старая ГЭС Туркменистана, построена в 1909 году. Являлась крупнейшей ГЭС дореволюционной России.

## История
Гиндукушская ГЭС была построена в 1909 году на реке Мургаб для снабжения электроэнергией мыловаренного, маслобойного и хлопкоочистительного производств, принадлежавших удельному имению Байрам-Али.

## Общие сведения
На гидроэлектростанции функционируют 3 гидротурбины, её мощность — 1,2 МВт.